# 阿里精灵
阿里精灵（英語：AliGenie，又名AliGenie Voice）是由阿里巴巴集团推出的智能个人助理开放平台  ，目前內置於天猫精灵中。   该平台于2017年与天猫精灵一起在雲棲大会上推出。   

## 特征
与其他虚拟助手类似，阿里精灵能够进行智能家居控制，音乐播放，语音购物，播報天氣等。  

## 开放平台
阿里精灵是一个开放平台，允许不同制造商在该平台上開發并将其內置到第三方产品中。  